# Gimnazij (Antična Grčija)
Gimnazij' je bil v antični Grčiji objekt za usposabljanje tekmovalcev v ljudskih igrah, pa tudi prostor za druženje in sodelovanje pri intelektualnih opravilih. Ime izhaja iz starogrške besede gymnós in pomeni "gol, nag".
Športniki so tekmovali goli, spodbujali so estetsko vrednotenje moškega telesa in poklon bogovom. Gimnazij in palestra (šola rokoborbe) sta bila pod zaščito in pokroviteljstvom Herakleja, Hermesa in v Atenah Tezeja. 

## Etimologija
Prevzeto iz nem. gymnasium ‛gimnazij’ in lat. gymnasium iz gr. gymnásion (samostalnik γυμνάσιον) ‛vežbališče, telovadnica’ in ‛filozofska šola’, kar je izpeljano iz gr. gymnádzō (γυμνάζω) ‛telovadim, vadim se, urim se’, to pa iz gymnós (γυμνός) ‛nag, gol’, ker so v antični Grčiji dečki telovadili goli. Do pomenskega prehoda v ‛srednjo šolo (za splošno izobraževanje)’ je prišlo v srednji Evropi v času humanizma.
Zgodovinsko gledano se je gimnazij uporabljal za vadbo kot občinsko kopališče ter znanstveno in filozofsko dejavnost.
Palestra je bila del gimnazija, namenjena rokoborbi, boksu in igrami z žogo.

## Organizacija
Gimnazij je bil ustanovljen kot javni zavod, v katerem so se mladi moški nad 18 let usposabljali v telesnih vajah.  Nadzor nad njim je bil zaupan gimnazijarhu, javnemu uslužbencu, ki je bil odgovoren za izvajanje športa in iger na javnih prireditvah, upravljal je šolo in nadziral tekmece. Gimnastaji so bili učitelji, inštruktorji in trenerji športnikov. Grški gimnazij je prirejal tudi predavanja in razprave o filozofiji, književnosti in glasbi, v bližini je bila tudi javna knjižnica.

### Izvor, pravila in navade
Atletska tekmovanja, za katera je gimnazij zagotavljal sredstva za treninge in tekmovanja, so bila del družbenega in duhovnega življenja Grkov že zelo zgodaj. Tekmovanje je potekalo v počastitev junakov in bogov, včasih kot del rednega praznovanja ali pogrebnega obreda umrlega voditelja. Svoboden in aktiven grški način življenja (v glavnem na prostem) je okrepil navezanost na šport in po določenem času postal pomembna prvina v grški kulturi. Zmagovalec na verskih atletskih tekmovanjih ni dobil nobene materialne nagrade, razen venca, a je bil nagrajen s častjo in spoštovanjem sodržavljanov. Usposabljanje konkurentov za večja tekmovanja je bila stvar javnega interesa. Zato je država zagotavljala posebne prostore, ki so jih upravljali javni uslužbenci. Zmaga na velikem verskem tekmovanju se je štela kot čast za celotno državo.
Ureditev atenskega gimnazija Pavzanij (i. 39. 3) pripisuje Tezeju. Solon je napisal več zakonov; po Galenu so jih  v času Klejstena (konec 6. stoletja in v začetku 5. stoletja pred našim štetjem) upoštevali samo za delovanje in upravljanje. Medtem ko izvora telesne vadbe ni mogoče določiti, uveljavljanje golih atletov sega v 7. stoletje pred našim štetjem. Enak namen se pogosto pripisuje tradiciji oljenja telesa, ki je bila tako draga, da je bilo potrebno precejšnje javno in zasebno financiranje (to je bil največji strošek v gimnazijih).

### Zgodovinski razvoj
Antični grški gimnazij kmalu ni bil več namenjen samo vadbi. Grki so povezovali atletiko, izobraževanje in zdravje, tako je postal povezan z izobraževanjem na eni strani in medicino na drugi strani. Fizično usposabljanje ter ohranjanje zdravja in moči sta bili glavna naloga izobrazbe mladih. Poleg pisanja in glasbe je izobraževanje mladih moških vključevalo ne le fizično pedagogiko, ampak tudi pouk morale in etike. Ko so učenci postajali starejši, so se urili v neformalnem pogovoru in drugih oblikah družabnih dejavnosti kot institucionalni in sistematični disciplini. Ker so bili gimnaziji najljubši kraj mladih, so tja zahajali tudi učitelji, predvsem filozofi.  Filozofi in sofisti so pogosto predavali in vodili pogovore; tako je gimnazij postal kraj za tiste, ki so jih zanimale intelektualne dejavnosti, in za tiste, ki jih je zanimala fizična vadba.
V Atenah so bili trije veliki javni gimnaziji: Akademija, Likejon in Kinosarg, , namenjeni božanstvu, katerega kip je krasil zgradbo. Vsi so bili znani po sodelovanju s slavno šolo filozofije . Antisten je ustanovil šolo v Kinosargu. Morda izhaja iz besede cinik.  Platon je ustanovil filozofsko  šolo Akademijo, ki je bila slavna še več sto let . Likejon je ustanovil Aristotel kot peripatetično šolo. 
Platon je obravnaval gimnastiko kot pomemben del izobraževanja in v skladu z njim je sofist Prodik prvi opozoril na povezavo med telovadbo in zdravjem. Ob ugotovljenih koristih gimnastičnih vaj za svojo šibko postavo je Prodik oblikoval metodo, ki je postala splošno sprejeta in jo je Hipokrat pozneje izboljšal. Galen je prav tako poudarjal, kako je pomembna pravilna in pogosta gimnastika. V raznih grških medicinskih spisih so predpisovali vaje kot zdravilo za posebne bolezni, kar kaže, da so že Grki povezovali zdravje in vadbo. 

### Organizacija v Atenah
V Atenah je bilo letno imenovanih deset gimnaziarhov, eden iz vsakega rodu. Ti uradniki so bili na različnih delovnih mestih, vsak s posebnimi dolžnosti. Odgovorni so bili za osebe, ki so pripravljale javne prireditve, vodili igre na velikih atenskih festivalih, nadzirali moralo konkurentov in skrbeli za dekoracijo in vzdrževanje gimnazije. V organizacijski strukturi je bilo še deset sofronistov, ki so bili odgovorni za opazovanje ravnanja mladeničev in (predvsem) za udeležbo pri vseh njihovih igrah.
Pedotribi in gimnasti so bili odgovorni za poučevanje metode pri različnih vajah in izbiro primernih atletskih disciplin za mladino. Gimnasti so bili odgovorni za spremljanje konstitucije učencev in predpisovanje sredstev zanje, če bi se slabo počutili. Alejpti so mlade naoljili in poprašili, delovali so kot kirurgi in dajali predpisana zdravila. Po Galenu so bili tudi učitelji pri igri z žogo.

### Konstrukcija
Gimnaziji so bili običajno velike strukture s prostori za vse vrste vadbe, pa tudi s stadionom, palestro, kopelmi, zunanjim portikom za vadbo v slabem vremenu in portikom, v katerem so imeli filozofi in drugi učenjaki javna predavanja in razprave. Vsi atenski gimnaziji so bili zunaj mestnega obzidja zaradi obsežnega prostora, potrebnega za gradnjo.

## Zapuščina
Grški gimnazij pri Rimljanih nikoli ni postal priljubljen. Verjeli so, da usposabljanje fantov v gimnastiki povzroča brezdelje in nemoralnost ter uporablja premalo militaristične vzgoje (čeprav je bilo v Šparti gimnastično usposabljanje pomembno predvsem zato, da je spodbujalo telesno moč, potrebno za uporabo orožja, in zagotavljalo trdnost, potrebno za prenašanje stiske). V rimski republiki so na Marsovem polju (Campus Martius) vadili vojaki. Vojaški pohodi in druge oblike vojskovanja so nadomestili gimnastične vaje Grkov. Prvi javni gimnazij je v Rimu  zgradil Neron, drugega pa Komod.
V srednjem veku so postale viteške grajske igre, podvigi konjenice in druga športna področja bolj priljubljena, sistematično usposabljanje telesa, povezano z grškim gimnazijem, pa zanemarjeno. Niso več verjeli, da imajo vaje posebne terapevtske učinke, kot sta pridigala Hipokrat in Galen.